# Borówiec (powiat słupecki)
Borówiec – wieś w Polsce położona w województwie wielkopolskim, w powiecie słupeckim, w gminie Ostrowite.
| SIMC    | Nazwa     | Rodzaj    |
| ------- | --------- | --------- |
| 0291701 | Michałowo | część wsi |
| 0291718 | Posada    | część wsi |

W latach 1975–1998 miejscowość administracyjnie należała do województwa konińskiego.